# Du monde clos à l'univers infini
Du monde clos à l'univers infini (en anglais : From the Closed World to the Infinite Universe) est un ouvrage d'Alexandre Koyré, paru pour la première fois en 1957 et traduit de l'anglais par Raïssa Tarr en 1962. Depuis la fin du Moyen Âge jusqu'à l'époque de Newton, l'auteur retrace l'histoire de la conception d'ensemble du cosmos.

## Présentation
Alexandre Koyré s'est donné comme mission de décrire et d'analyser les conséquences majeures de la découverte scientifique de l'infini. Il montre comment la révolution galiléenne ou la découverte du calcul infinitésimal par Leibniz et Newton ont profondément modifié la conscience qu'a l'homme de lui-même et de sa place dans l'univers. L'humanité -ou plutôt le monde occidental- a connu autour du XVIe siècle et du XVIIe siècle une révolution scientifique et spirituelle totale causant une modification fondamentale dans sa perception du monde. L'homme transite d'une conception antique et médiévale du cosmos : clos, ordonné et hiérarchisé, vers un monde révolutionnaire : infini, non-hiérarchisé et dont les différentes parties ne sont unies que par les mêmes lois.

## Table des Matières
- Avant-propos
- I. Le ciel et les cieux
- II. Astronomie et métaphysique
- III. La nouvelle astronomie contre la métaphysique (Le rejet de l'infinité par  J. Kepler)
- IV. Choses que personne n'a jamais vues
- V. Etendue indéfinie ou espace infini (Descartes et Henry More)
- VI. Dieu et l'espace, l'esprit et la matière (Henry More)
- VII. L'espace absolu, le temps absolu, leur relation à Dieu (Malebranche, Newton et Bentley)
- VIII. Divinisation de l'espace (Joseph Raphson)
- IX. Dieu et le monde (Espace, matière, éther et esprit, Isaac Newton)
- X. Espace absolu et temps absolu (le cadre de l'action de Dieu, Berkeley et Newton)
- XI. Le Dieu de la semaine et le Dieu du sabbat (Leibniz et Newton)
- Conclusion : L'architecte divin et le Dieu fainéant[7]

## Éditions
- 1957 : From the Closed World to the Infinite Universe, Baltimore, The Johns Hopkins University Press.  (ISBN 9780801803475)[8]
- 1962 : Du monde clos à l’univers infini, trad. Raïssa Tarr, Paris, Presses universitaires de France[9]
- 1973 : Alexandre Koyré, Du monde clos à l'univers infini, trad. Raïssa Tarr, Gallimard.  (ISBN 9782070712786)[10]
- 1988 : Koyré (Alexandre), Du monde clos à l’univers infini, trad. Raïssa Tarr, Paris, Gallimard.  (ISBN 2070712788)[11]